# Ludwig Knoop

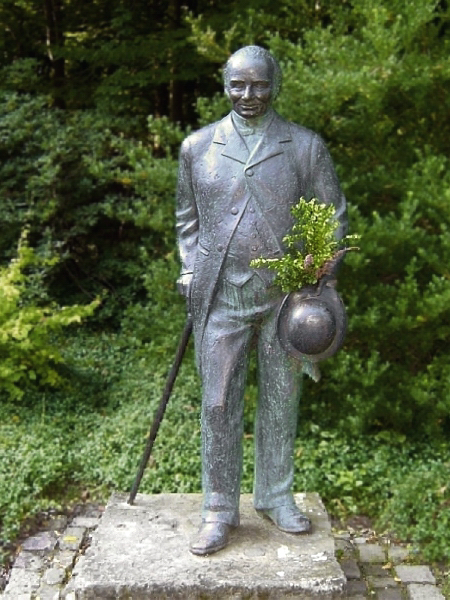
Ludwig-Knoop-Statue in Bronze in Knoops Park

Ludwig Knoop (* 15. Mai 1821 in Bremen; † 16. August 1894 in Bremen) war ein Bremer Großkaufmann. Die Textilverarbeitung machte ihn zu einem der erfolgreichsten Unternehmer des 19. Jahrhunderts.

## Leben

### Kindheit, Schulzeit, Ausbildung
Knoop war das vierte von acht Kindern in einer verarmten Bremer Kaufmannsfamilie. Er besuchte die örtliche Schule des Kirchspiels. Nach seiner kaufmännischen Lehre ab 1835 ging er 1838 zu seinem Onkel, der in Manchester die Textilfirma De Jersey & Co. betrieb. England war im Bereich der maschinellen Baumwollspinnerei und -weberei Vorreiter in Europa, und Knoop lernte dort die industrielle Textilverarbeitung kennen.

### Russlandengagement

Wappen Baron Knoop

Als die Firma nach Russland expandierte, ging Knoop in die Niederlassung nach Moskau. Im Russischen Reich wurde er bald zu einem der erfolgreichsten und wohlhabendsten Unternehmer.
1843 heiratete Ludwig Knoop Louise Hoyer (1824–1894), eine Tochter des deutschbaltischen Kaufmanns Johann Christoph Hoyer. Der Ehe entstammten sechs Kinder: Luise, Johann, Theodor, Adele, Andreas und Emilie.
Mit dem Import englischer Maschinen zur Weiterverarbeitung der Baumwolle baute er zusammen mit dem russischen Unternehmer Sawwa Morosow aus Moskau 1849 in Nikolskoje bei Wladimir die erste Maschinenspinnerei auf, der bald weitere folgten. 1852 machte er sich selbständig und unterstützte die Industrialisierung auf breiter Fläche: Er gründete weit über hundert Webereien, Färbereien und Druckereien und war an zahlreichen Banken, Versicherungsgesellschaften und anderen Textilfabriken beteiligt. Eine der größten Baumwollspinnereien entstand 1857 auf der estnischen Flussinsel Kreenholm bei Narva, wo 4.500 Personen beschäftigt waren. Der Betrieb existiert noch heute in reduziertem Umfang. Zwar zahlte Knoop niedrige Löhne, aber zu seinen sozialen Verdiensten zählten die Einführung einer Krankenversicherung und die Versorgung der Arbeiter mit Werkswohnungen, Kindergärten und Schulen.
Am 6. Mai 1877 verlieh der russische Zar Alexander II. Ludwig Knoop den Adelstitel eines Barons.
Um 1881 gründete Knoop eine Gesellschaft, die über mehrere Jahre Handelsfahrten zwischen Weser und Jenissei unternahm. Sie ermöglichte es, dass der Naturforscher Karl Graf von Waldburg-Zeil 1881 seine letzte große Reise nach Sibirien unternehmen konnte. Obwohl die Fahrt erfolgreich verlief, waren die Ergebnisse ernüchternd. Zu oft versperrten Eisbarrieren den Weg. Knoop unternahm 1884 seine letzte Reise nach Russland. Er entschloss sich aufgrund der Forschungsergebnisse die Handelsschifffahrten nach Westsibirien einzustellen.
Ludwig Knoop war für kurze Zeit auch Aufsichtsratsmitglied des Norddeutschen Lloyds, von dem er während des Deutsch-Französischen Kriegs die Flotte pro forma aufkaufte und unter russischer Flagge fahren ließ, um sie vor der Enteignung durch Frankreich zu schützen.

### Knoops Park und Schloss Mühlenthal

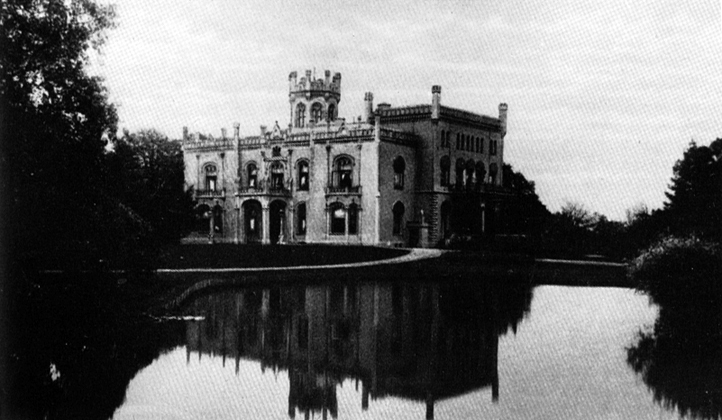
Schloss Mühlenthal um 1880

Seine Söhne gingen noch in Bremen zur Schule und auch Knoops Herz hing noch an seiner Heimatstadt. 1859 kaufte er das in der Bremer Schweiz in St. Magnus gelegene Landgut Mühlenthal. Knoop erweiterte das alte Haus und verbrachte von 1861 bis 1868 dort die Sommer mit seiner Familie. Um ganzjährig dort zu wohnen, beauftragte er den Bremer Architekten Gustav Runge, ihm ein größeres Haus zu bauen. 1871 zog die Familie Knoop in das Schloss Mühlenthal. Der Landschaftsgärtner Wilhelm Benque, der auch zuvor den Bremer Bürgerpark gestaltete, legte ihm um das Schloss einen englischen Landschaftspark an, der heute als Knoops Park für die Öffentlichkeit zugänglich ist.
Der Landsitz war Treffpunkt für viele gehobene Gäste (u. a. der preußische Feldherr Graf von Moltke, der Kapitän und Forscher Eduard Dallmann). Um die Gäste zu empfangen, baute er den Bahnhof von St. Magnus aus und legte einen kleinen Hafen an der Lesum an. Durch den Zukauf weiterer Ländereien vergrößerte sich sein Landgut, so dass auch die Familien seiner Kinder eigene Landsitze erhielten.

## Ehrungen

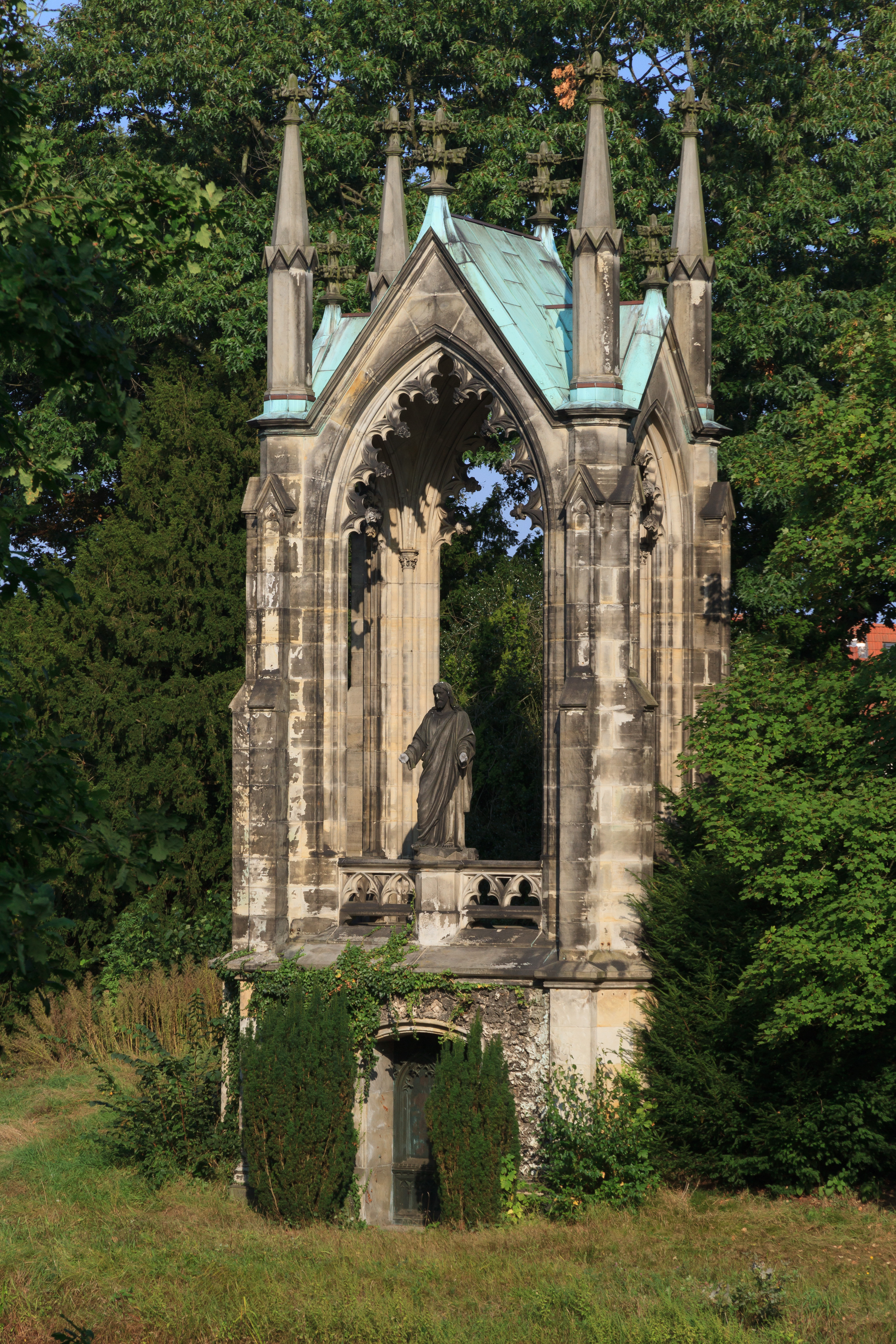
Mausoleum Knoop auf dem Waller Friedhof

- Knoop wurde im Familien-Mausoleum Knoop auf dem Waller Friedhof in Bremen bestattet.[1]
- Der Knoops Park in St. Magnus ist nach ihm benannt.
- Im Knoops Park steht seit 1995 die Ludwig-Knoop-Statue aus Bronze des Bildhauers Claus Homfeld, die auf Initiative des Fördervereins Knoops Park e. V. anlässlich des 100. Todestags von Ludwig Knoop entstand. Das Denkmal wurde von der Waldemar-Koch-Stiftung finanziert.[2]
- Ulf Fiedler: Der Bremer Norden: Leben und Arbeiten an Weser und Lesum. Hier steht Baron Knoop im Zentrum der Betrachtungen.

## Familie
Zur Familie Knoop gehören mehrere bekannte Persönlichkeiten und alte Traditionsfirmen:
- Die Firma Knoop wurde als Tabakfabrik und Gewürzhandlung von dem Großvater Daniel Diedrich Knoop im 18. Jahrhundert im Bremer Stephaniviertel gegründet und von seinen Enkeln Andreas Heinrich und Daniel Diederich als Gebr. Knoop weitergeführt.

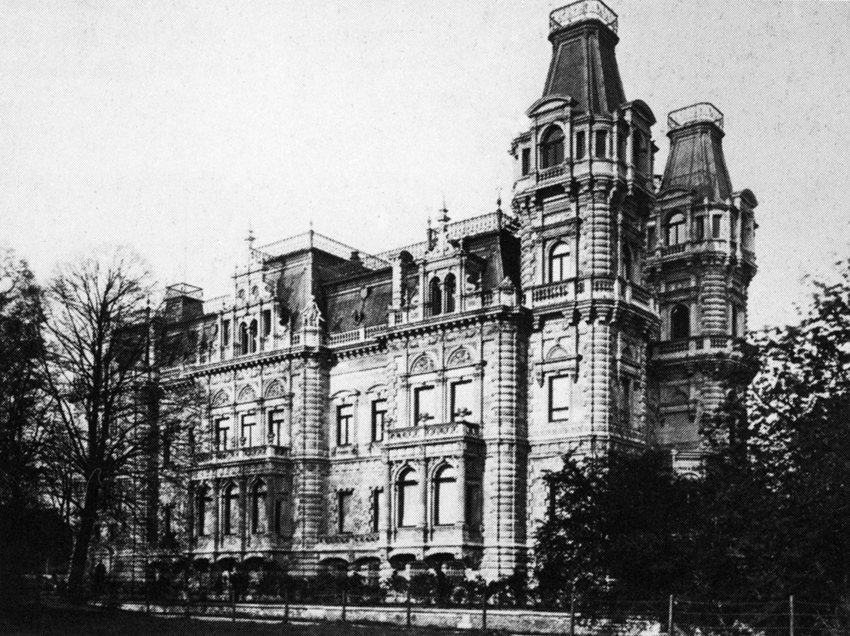
Schloss Kreyenhorst um 1900

- Dietrich Daniel ließ 1873/75 nach Plänen von Johann Georg Poppe in Horn-Lehe das „Schloss Kreyenhorst“ bauen, das sich später im Eigentum des Reeders Willy Rickmers befand.
- Johann Knoop (1846–1918), genannt Wanja, der älteste Sohn des Barons, besaß um 1900 eine der bedeutendsten Instrumentensammlungen der Welt, unter anderem die als Lady Blunt bekannte Stradivari.[3]
- Heinrich Wilhelm Kulenkampff, der Schwiegersohn von Ludwig Knoop, übernahm 1883 die Firma Gebr. Knoop und wurde 1888 Alleininhaber. Die Firma bestand bis 1952, zuletzt mit Sitz in der Kohlhökerstraße 53 in Bremen.
- Ernst Albrecht, ehemaliger Ministerpräsident von Niedersachsen, war ein Ur-Urenkel von Knoop.
- Ursula von der Leyen, Tochter von Ernst Albrecht, seit dem 1. Dezember 2019 Präsidentin der Europäischen Kommission, Bundesverteidigungsministerin von 2013 bis 2019, ist eine Ur-Ur-Urenkelin.